# Dicycla juncta
Dicycla juncta là một loài bướm đêm trong họ Noctuidae.